# 半斑黃姑魚
半斑黃姑魚為輻鰭魚綱鱸形目鱸亞目石首魚科的其中一種，分布于西北太平洋的中國海域，體長可達24公分，棲息在沿海海域，可作為食用魚。